# Doblibare
Doblibarë ou Balldrin en albanais et Doblibare en serbe latin (en serbe cyrillique : Доблибаре) est une localité du Kosovo située dans la commune/municipalité de Gjakovë/Đakovica, district de Gjakovë/Đakovica (Kosovo) ou de Pejë/Peć (Serbie). Selon le recensement kosovar de 2011, elle compte 902 habitants, tous albanais.

## Histoire
Sur le territoire du village se trouve un site archéologique qui remonte à la période romaine ; il est inscrit sur la liste des monuments culturels du Kosovo.

## Démographie

### Évolution historique de la population dans la localité
| 1948 | 1953 | 1961 | 1971 | 1981 | 1991  | 2011 |
| ---- | ---- | ---- | ---- | ---- | ----- | ---- |
| 504  | 537  | 634  | 783  | 971  | 1 049 | 902  |

|  |